# Стрий-Авто
ТДВ «Стрий Авто» (Стрийський автобусний завод) — виробник автобусної техніки в Україні, входить в групу компанії "ВЕЕМ". У 2005 завод почав виробництво пасажирських автобусів малого класу марки А-075 чотирьох модифікацій.

## Історія заводу

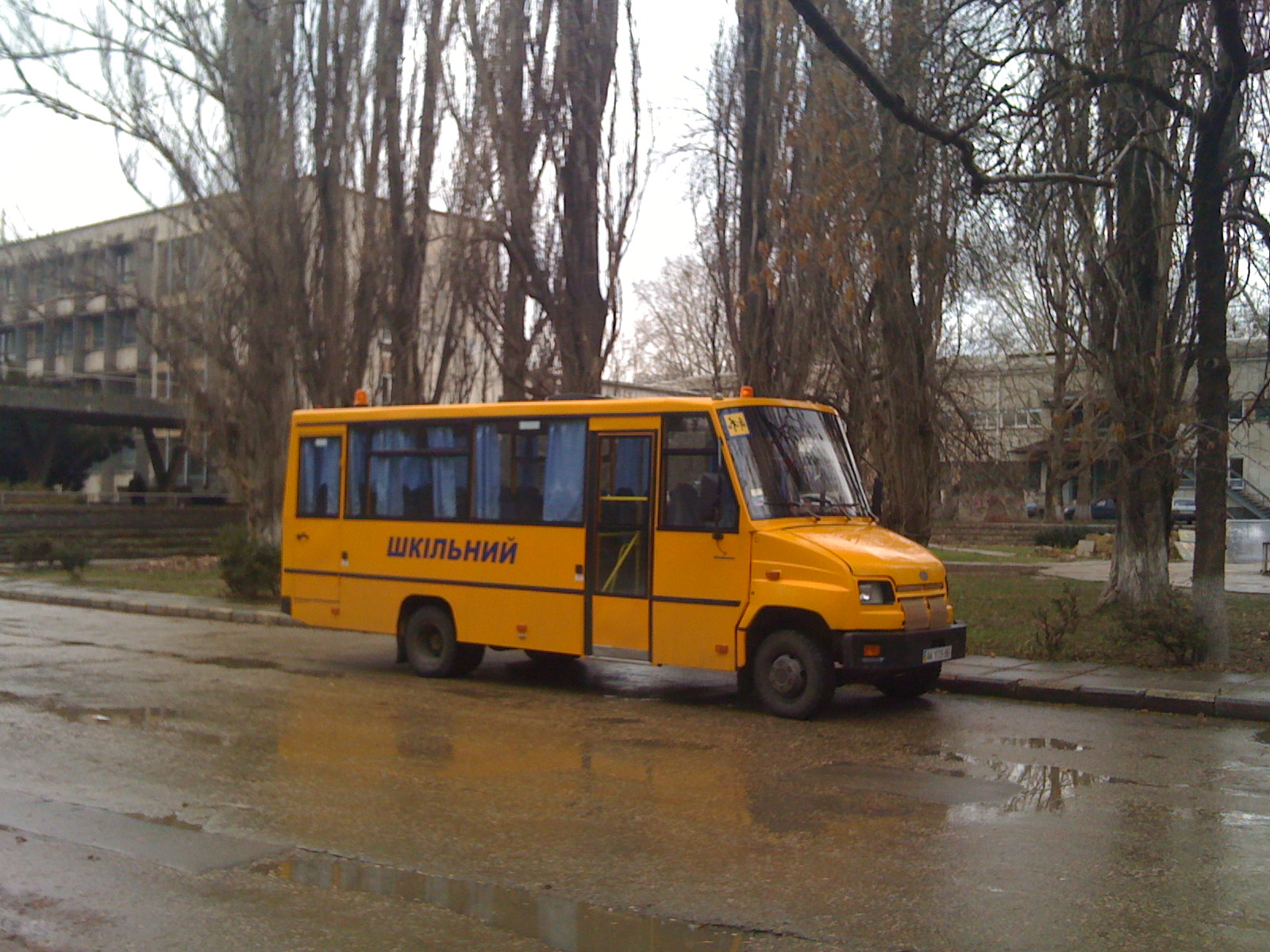
автобус А-075 на шасі ЗІЛ-5301 «Бичок»

Завод засновано в 1976 як авторемонтне підприємство, що спеціалізується на капітальному ремонті автобусів ЛАЗ-695 та ЛАЗ-699. Також завод виробляв капітальний ремонт двигунів ЗіЛ і мостів RABA. Крім того, завод випускав мийні машини АКТБ-114А та АКТБ-118. В 1980-х завод освоїв збірку дизельних автобусів ЛАЗ-42021.
У 1994 підприємство було перетворено у ВАТ «Стрий Авто». До цього часу, замовлення на нові автобуси перестали надходити, і завод займався нерегулярними авторемонтними роботами. З 2003 р. підприємство співпрацює з корпорацією «Еталон». Спочатку завод займався переобладнанням автобусів БАЗ А079 «Еталон» в шкільні в рамках державної програми Україна «Шкільний автобус». Того ж 2003 року на заводі зібрано автобус малого класу БАЗ 2215 «Дельфін», але його серійне виробництво було передано на Чернігівський автобусний завод. У результаті на конвеєр «Стрий Авто» був поставлений автобус А075, розроблений на шасі і агрегатах російської вантажівки ЗІЛ-5301 «Бичок». Автобус випускався в приміському та міському виконанні. У рамках державної програми Україна «Шкільний автобус» на «Стрий Авто» реалізовано власний варіант шкільного автобуса на базі А075.
Однак, у зв'язку з припиненням роботи заводу ЗіЛ, постачання шасі вантажівки ЗІЛ-5301 для автобусів стали неможливими, і завод розпочав виробництво нового безкапотного автобуса А102 на базі китайського шасі FAW.
В 2010 р. у підприємства змінився власник. На завод перейшла велика група фахівців з зупиненого  Галицького автозаводу. З приходом на «Стрий Авто» інженерів ГАЛАЗ в модельному ряду підприємства з'явилися автобуси А0755 на шасі і агрегатах автомобіля ГАЗ-3310 «Валдай» і приміський автобус А07562 на шасі Mercedes-Benz Vario, однотипні ГалАЗівським ГАЛАЗ-3207 «Вікторія» та ГАЛАЗ-3209 відповідно.
Станом на 2014 р. на заводі серійно виробляються три моделі автобуса — A07563 та А102 «Карпати» для туристичних перевезень та A07562 для приміських, міських перевезень і невеликих приватних транспортних компаній.
13 жовтня 2014 року Львівська обласна державна адміністрація повідомила, що завод перебуває в стані банкрутства і закликала уряд України провести націоналізацію підприємства. До початку 2016 року завод вже не функціонував.
21 липня 2017 року в Торгово-промисловій палаті України відбувся Українсько-Білоруський економічний форум за участі президента України Петра Порошенка і президента Республіки Білорусь Лукашенко Олександра. Учасниками форуму стали понад 300 українських і 90 білоруських компаній. За результатом зустрічей В2В ТДВ "Стрий авто", уклало угоду про співпрацю з ВАТ «Мінський автомобільний завод».Про деталі угоди відомостей немає.
На початку 2018 року у низці ЗМі з'явилася інформація про те, що представники китайської компанії Beijing electric power automatic цікавляться можливістю виробництва електробусів на базі Стрийського автобусного заводу. 
"Співробітники Львівської міськради провели зустріч із представниками Beijing electric power automatic, що має великий досвід у виробництві електроустаткування і зацікавлена у виробництві електробусів. Проєкт спільної роботи був представлений на засіданні. Заплановано, що виробництво буде засноване на співпраці компанії з Китаю та українською ТОВ Компанія ВЕЕМ -Металавтопром", — йдеться в повідомленні асоціації Укравтопром.
Якщо домовленості трансформуються в реальний спільний проєкт, то українські електробуси збиратимуть на заводі в м. Стрий на базі заводу ТДВ Стрий Авто. Там вироблятимуть кузови автобусів за кресленнями китайської сторони. Ще дві львівські компанії поставлятимуть запчастини та компоненти. Китайська сторона візьме на себе виробництво двигунів, блоків управління та акумуляторів.
Відзначається, що електробус проїжджатиме до 280 км без підзарядки, а зарядка акумуляторів проводитиметься вночі. Для того, щоб такий рухомий склад з'явився на вулицях українських міст, знадобляться спеціальні зарядні станції.

## Продукція
У різні роки компанія «Стрий Авто» випускала такі моделі автобусів:
- автобус ЛАЗ-42021;
- автобус БАЗ А079 «Еталон»;
- автобус БАЗ 2215 «Дельфін»;
- автобус А075;
- автобус А102;
- автобус А07562;
- автобус A07563;
- автобус А0755;
- автобус А102 «Карпати».